# Dellwood, Minnesota
Dellwood là một thành phố thuộc quận Washington, tiểu bang Minnesota, Hoa Kỳ. Năm 2010, dân số của thành phố này là 1063 người.

## Dân số
- Dân số năm 2000: 1033 người.
- Dân số năm 2010: 1063 người.